# Gwiazdosz kwiatuszkowaty

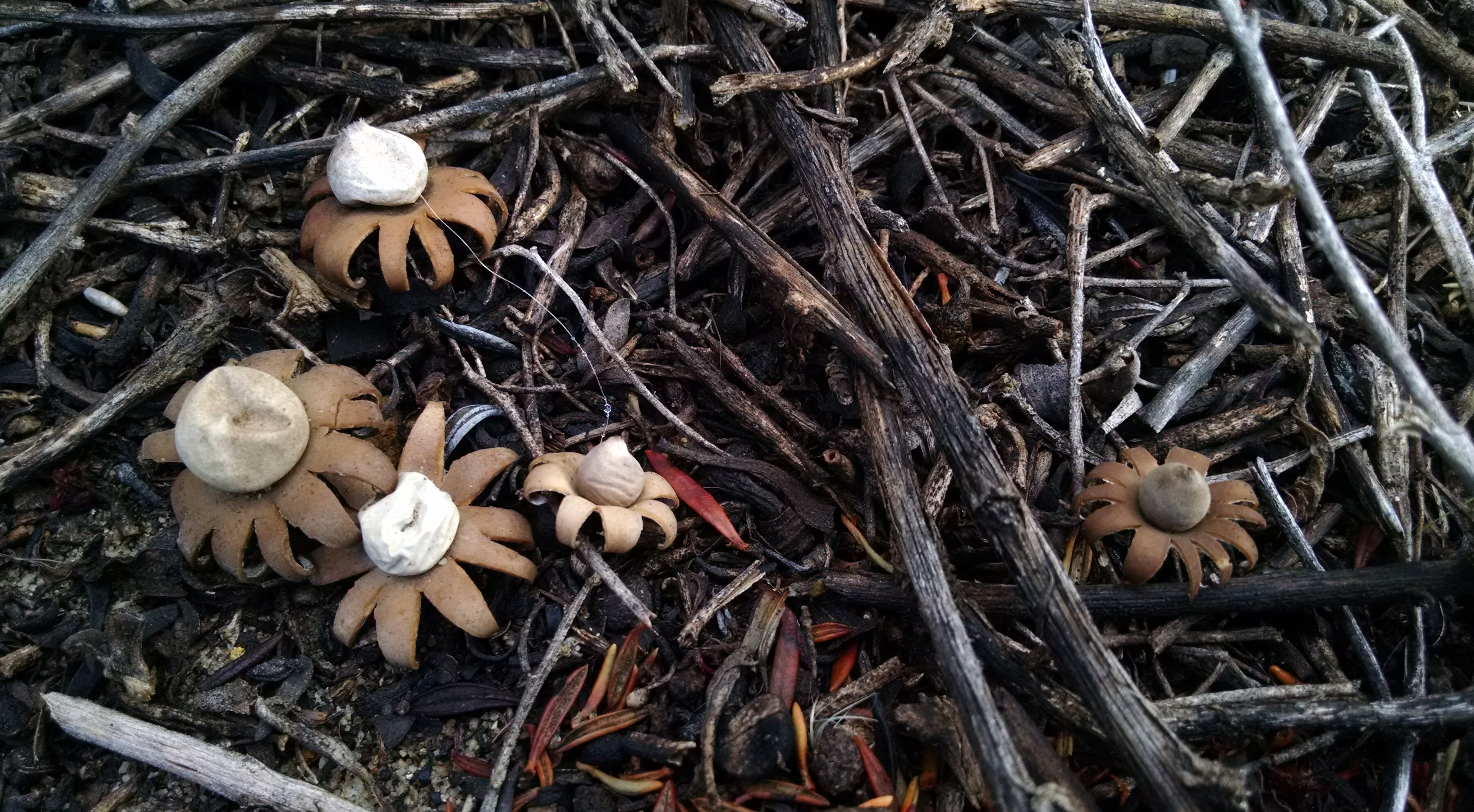

Gwiazdosz kwiatuszkowaty (Geastrum floriforme Vittad.) – gatunek grzybów z rodziny gwiazdoszowatych.

## Systematyka i nazewnictwo
Pozycja w klasyfikacji według Index Fungorum: Geastrum, Geastraceae, Geastrales, Phallomycetidae, Agaricomycetes, Agaricomycotina, Basidiomycota, Fungi.
Takson ten zdiagnozował w 1842 r. Carlo Vittadini. Feliks Teodorowicz w 1933 r. nadał mu polską nazwę geaster kwiatuszkowaty, w 1939 zmienił ją na gwiazdosz kwiatuszkowaty.

## Morfologia
Owocnik
Początkowo kulisty i całkowicie schowany w podłożu. Średnica od 1 do 2 cm. Podstawa przerośnięta grzybnią. Egzoperydium podczas dojrzewania pęka głęboko na 5–10 ramion, które rozchylają się na boki, wskutek czego średnica owocnika dochodzi do 4 cm. Ma barwę w różnych odcieniach brązu i jest silnie higrofaniczne; ramiona owocników w stanie wilgotnym są płasko rozpostarte na ziemi, u owocników w stanie suchym, lub starszych są silnie podwinięte w dół. Endoperydium pergaminowe, przeważnie kuliste, tylko czasami nieco spłaszczone, o barwie od brudnobiałej przez ochrową do ciemnobrązowej, bez szyjki i talerzyka, z główką o średnicy do 2 cm.
Cechy mikroskopowe
Zarodniki kuliste, wyraźnie brodawkowate, brązowe, o wymiarach 5,5-7,0 µm.
Gatunki podobne
Gwiazdosz kwiatuszkowaty jest jednym z najmniejszych polskich gwiazdoszy. Można go pomylić głównie z innymi małymi gwiazdoszami. Najbardziej podobny gwiazdosz brodawkowy Geastrum corollinum odróżnia się wyraźnie wyodrębnionym perystomem z jaśniejszym talerzykiem. Gwiazdosz węgierski (Geastrum hungaricum) również ma wyraźnie wyodrębniony perystom i jest jeszcze mniejszy od gwiazdosza kwiatuszkowatego. Obydwa gatunki odróżniają się także cechami mikroskopowymi

## Występowanie i siedlisko
Występuje na wszystkich kontynentach z wyjątkiem Antarktydy. W piśmiennictwie naukowym na terenie Polski do 2020 r. podano 15 stanowisk. Aktualne stanowiska podaje także internetowy atlas grzybów. Znajduje się na Czerwonej liście roślin i grzybów Polski. Ma status E – gatunek wymierający. Gatunek spotykany jest niezbyt często, ale być może dlatego, że jest trudny do zauważenia z powodu swych małych rozmiarów i maskujących barw, dzięki którym zlewa się z otoczeniem. W latach 1995–2004 objęty był ochroną częściową, a od roku 2004 – ochroną ścisłą bez możliwości zastosowania wyłączeń spod ochrony uzasadnionych względami gospodarki rolnej, leśnej lub rybackiej.
Grzyb mykoryzowy naziemny. Występuje w lesie przy drogach, w ogrodach, parkach, w naskalnych i napiaskowych murawach kserotermicznych. Owocniki tworzy głównie od października do grudnia. Są trwałe przez wiele tygodni, czasami nawet w następnym roku.